# Clube Atlético Santista
Clube Atlético Santista was een Braziliaanse voetbalclub uit Santos in de staat São Paulo.

## Geschiedenis
De club werd in 1913 opgericht door studenten van de handelsacademie als José Bonifacio en nam in 1914 de naam Atlético Santista aan. In de jaren twintig, toen huidige topclub Santos FC nog geen naam en faam gemaakt had, was de club erg populair. Van 1926 tot 1932 speelde de club in de hoogste klasse van het Campeonato Paulista.